# Día de la Liberación (Bulgaria)
El Día de la Liberación, conocido oficialmente como Día de la Liberación de Bulgaria del Dominio Otomano (en búlgaro: Ден на Освобождението на България от османско иго) en Bulgaria se celebra el 3 de marzo. 
Conmemora la Liberación de Bulgaria durante los acontecimientos de la Guerra Ruso-Turca (1877-1878) que llevaron al restablecimiento de un estado búlgaro. El Tratado de San Stefano, firmado el 3 de marzo de 1878, preveía que el Imperio Otomano aceptara la refundación del Estado búlgaro conquistado en el siglo XIV durante las guerras búlgaro-otomanas. Se celebró por primera vez el 19 de febrero de 1880 como Día del Asesinato del Emperador Alejandro II y de la Conclusión del Tratado de Paz de San Stefano. El Principado de Bulgaria lo designó oficialmente como Día de la Liberación en su décimo aniversario, en 1888. No fue hasta 1978 cuando empezó a celebrarse a escala nacional. Se convirtió en fiesta oficial por el decreto 236 del Presidente del Consejo de Estado el 27 de febrero de 1990, entrando en vigor el 5 de marzo.
En Bulgaria se conservan actualmente más de 400 monumentos a rusos y búlgaros. Cada año, el 3 de marzo, se depositan coronas de flores en el Monumento a Shipka y se rinden honores militares en memoria de todos los soldados rusos que murieron luchando por la liberación de Bulgaria. Los residentes de todo el país suelen depositar flores y notas en los monumentos a las tropas extranjeras caídas (rusas, finlandesas y rumanas) junto a sus homólogos búlgaros La Iglesia Ortodoxa Búlgara celebra una liturgia y oraciones especiales el Día de la Liberación. Por la tarde, en la Plaza de la Asamblea Nacional, cerca del monumento al Zar Libertador, se celebra un servicio militar solemne que incluye la inspección de la Unidad de Guardias Nacionales de Bulgaria por parte del Presidente de Bulgaria y la entrega de condecoraciones nacionales al personal militar. También se celebra una ceremonia de izado de bandera por la tarde en el Monumento al Soldado Desconocido. Se han llevado a cabo actos conjuntos en presencia del Presidente de Bulgaria y del Presidente de Rusia, así como de las Fuerzas Armadas de Bulgaria y las Fuerzas Armadas de Rusia. Para conmemorar el centenario desde la liberación en 1978, la República Popular Búlgara, dirigida por el Secretario General Todor Zhivkov, celebró numerosos actos, entre ellos la entrega de la medalla "100 años de la liberación de Bulgaria de la esclavitud otomana" a numerosas personalidades de la Unión Soviética.
El 3 de marzo es un día oficial no laborable para los empleados búlgaros. 